# Guillaume Perret

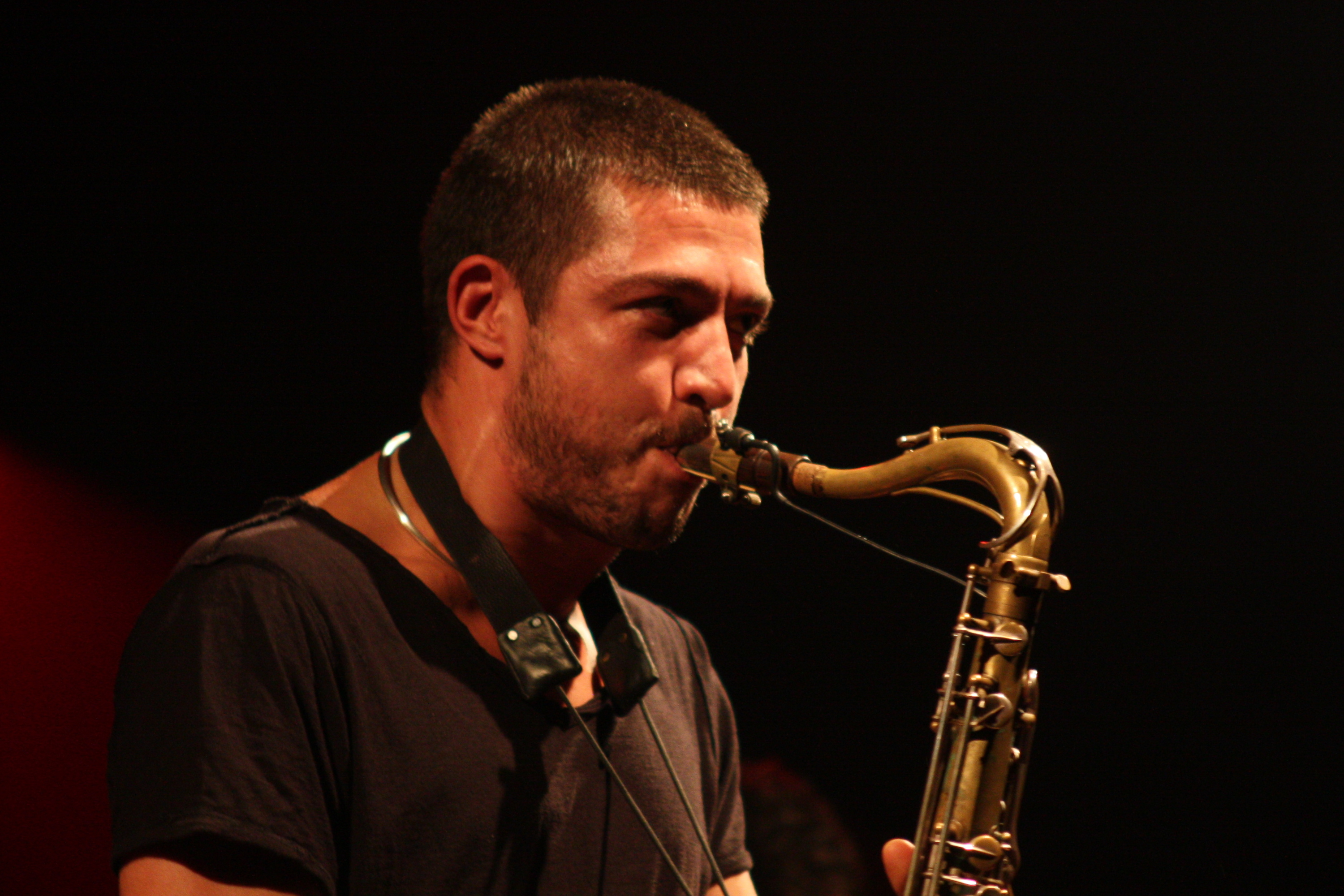
Guillaume Perret (Deutsches Jazzfestival 2013)

Guillaume Perret (* 21. Juni 1980 in Annecy) ist ein französischer Jazzmusiker (Tenor- und Sopransaxophon, auch Keyboards) und Komponist.

## Leben und Wirken
Perret, der mit sechs Jahren ersten Musikunterricht erhielt, hat bereits als 18-Jähriger bei der Bigband Collectif Lebocal gespielt, an deren drei Alben er beteiligt ist. Zunächst studierte er auf dem Konservatorium von Chambéry. Musik, um zwischen 1999 und 2001 diverse Diplome zu erwerben. Dann schrieb er Musik für das Théâtre d'Icy und arbeitete mit verschiedenen Jazzmusikern wie Claude Tchamitchian, Nguyên Lê, Flavio Boltro, Miles Okazaki, François Lindemann, Anne Ducros (Ella my Dear, 2010) oder Pascal Alba. Mit dem von ihm 2004 gegründeten Quartett No Square war er auf Tourneen durch die Schweiz, Polen, Deutschland und Lateinamerika. Mit dem Collectif Lebocal trat er 2010 auf der jazzahead auf. 2012 veröffentlichte Perret sein erstes Album unter eigenem Namen bei Tzadik (einige Stücke waren in Kleinauflage bereits vorher als Eigenproduktion erhältlich). Mit seinem Bandprojekt The Electric Epic (mit Bassist Philippe Bussonnet und Schlagzeuger Yoann Serra) gastierte er 2013 auf dem Jazzfestival Frankfurt.
Perret wird zunehmend als „Klangforscher“ wahrgenommen, der dem Saxophon mit Hilfe der Elektronik neue Klänge abgewinnt und „mal wie eine Trompete, mal wie eine Klarinette“ klingt. „Seine Verwendung von elektronischem Equipment macht aus dem Königsinstrument des akustischen Jazz ein völlig anderes Instrument.“

## Diskographische Hinweise
- Guillaume Perret & The Electric Epic (mit Philippe Bussonet, Yoann Serra, Jim Grandcamp; New Arts International / Tzadik Records 2012)
- Open Me, Guillaume Perret & The Electric Epic (mit Philippe Bussonet, Yoann Serra, Jim Grandcamp; Kakoum! Records 2014)
- Karim Ziad Jdid (mit Jacques Schwarz-Bart, Tigran Hamasyan, Bojan Z, Linley Marthe, Hadrien Feraud u. a.; 2012)
- No Square (mit André Hahne, Yannick Oppliger, Gabriel Zufferey; Altruisioni 2004/05)
- Marxis (mit Markus Calame, Alexis Trembley, Jean-Luc Riesen, Raphael Anker, Claude Tabarini; Unit 2003)
- Le Bocal Oh no ! Just Another Frank Zappa Mémorial Barbecue (Harmonia Mundi 2003)
- Free alone with the sax machine (Kakhoum, 2016)